# Mårbykärret
Mårbykärret är ett naturreservat i Falköpings kommun i Västra Götalands län.
Området är naturskyddat sedan 2013 och är 21 hektar stort. Reservatet omfattar Mårbysjön och dess omgivande våtmarker med rikkärr.